# ناحیه ویلیوی
ناحیه ویلیوی (به لاتین: Vilyuysky District) یک ناحیه (شهرستان) در روسیه است که در یاقوتستان واقع شده‌است.